# Oldenlandia prostrata
Oldenlandia prostrata là một loài thực vật có hoa trong họ Thiến thảo. Loài này được (Blume) Kuntze mô tả khoa học đầu tiên năm 1891.